# Konstantins Pekšens
Konstantins Pekšens  (n. 8 martie 1859, Mazsalaca⁠(d), Valmiera Municipality⁠(d), Letonia – d. 23 iunie 1928, Bad Kissingen, Bavaria, Republica de la Weimar) a fost un inginer constructor și arhitect leton, absolvent al Institutului Politehnic din Riga în 1885, cunoscut a fi realizat mai mult de 250 de clădiri în Riga, Jelgava și în alte orașe din Letonia, majoritatea lor în stilul arhitectural Art Nouveau. 
Pekšens este unul din puținii arhitecti de origine letonă care s-au impus în peisajul arhitectural al Letoniei și în special al Rigăi.  Alaturi de Pekšens, doar Eižens Laube, se mai poate numi un arhitect leton consacrat.